# Георги Мицарев
Георги Д. Мицарев или Мицаров е български учител, деец на късното Българско възраждане в Македония.

## Биография
Роден е в леринското село Зелениче, тогава в Османската империя. Завършва третокласно образование и става учител. Работи като учител в Прекопана и Тиквеш. Докато учителства в Тиквеш Мицарев е наклеветен пред османските власти от гръцките владици в Солун и Струмица, но успява да избегне затвор и заточение благодарение на помощта на Арсени Костенцев. Поддържа връзки и с бабчорския учител Наум Христов от Горно Неволяни. По препоръка на Козма Дебърски Българската екзархия го изпраща вече възрастен за учител в Кичево. Там развива широка дейност по църковния въпрос, координирана с Козма Дебърски. Там и приема името Кърчовски.
По-късно Мицарев става свещеник и се установява в Тракия. Служи в Пазарджик, а след това е преместен в Хасково. През лятото на 1895 година свещеник Георги Кърчовски оглавява новосъздаденото Хасковско македонско дружество.